# Villa Santo Sospir
La villa Santo Sospir est une villa située au 14 avenue Jean-Cocteau, à Saint-Jean-Cap-Ferrat, sur la Côte d'Azur. Décorée de fresques de Jean Cocteau, elle est ouverte à la visite sur réservation.

## Historique

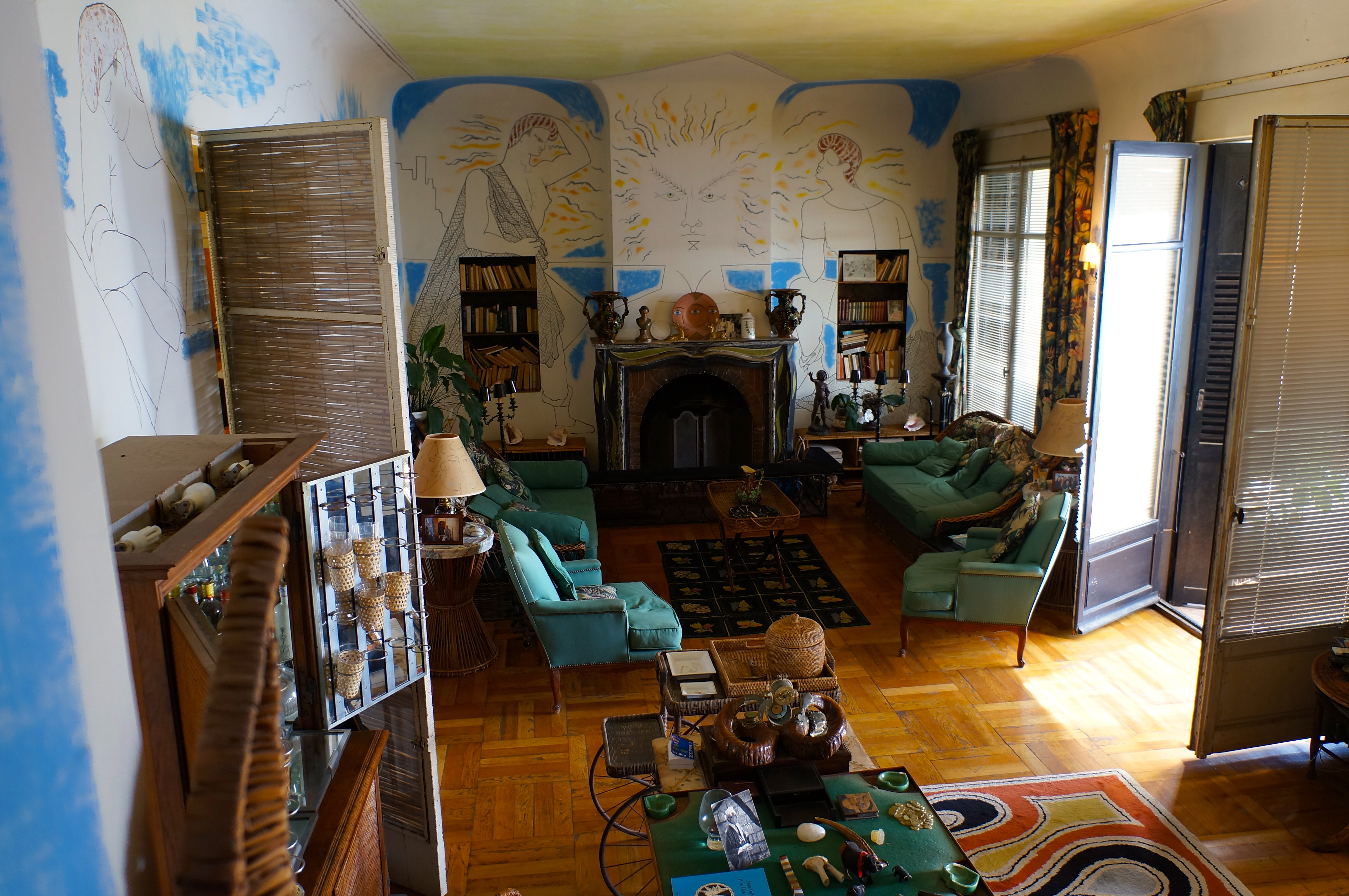
Salon de la Villa Santo Sospir décoré par Jean Cocteau

La villa a été construite entre 1931 et 1935 dans le style régional méditerranéen. Elle compte quatre chambres et le mobilier a été acheté à Madeleine Castaing.
Francine Weisweiller fit la connaissance du poète Jean Cocteau lors du tournage du film tiré de son roman Les Enfants terribles par le jeune cinéaste Jean-Pierre Melville. L'actrice principale, Nicole Stéphane, est la cousine d’Alec Weisweiller et présenta Jean Cocteau à Francine Weisweiller. Elle invita en 1950 Jean Cocteau et son fils adoptif, Édouard Dermit, à passer quelques jours dans sa villa. Pour s'occuper, Cocteau demanda à son hôtesse s'il pouvait dessiner une tête d'Apollon au-dessus d'une cheminée du salon. Il va y entreprendre sa première grande décoration murale et tatouer les murs, travail qu'il commente dans son court métrage La Villa Santo Sospir (1952). La villa est présente dans le film de Cocteau : Le Testament d'Orphée (1960) et dans le documentaire d'Edgardo Cozarinsky : Jean Cocteau, autoportrait d'un inconnu (1983)
Jusqu'à la fin de sa vie, en 1963, Cocteau a fait de très longs séjours à la villa.
Carole Weisweiller, la fille de Francine, ouvre la villa à la visite, mais rattrapée par des problèmes fiscaux, doit la vendre. Un Russe l'achète, avec comme condition de poursuivre les visites au public, de faire des travaux de rénovation et de pouvoir y séjourner. Elle a également créé une association pour défendre la villa.

## Classement
La villa a été inscrite au titre des monuments historiques par arrêté du 5 mai 1995, la totalité de la propriété par arrêté du 17 avril 2007.
La villa a reçu le label « Patrimoine du XXe siècle » le 1er mars 2001.